# Amtsgericht Philippsburg

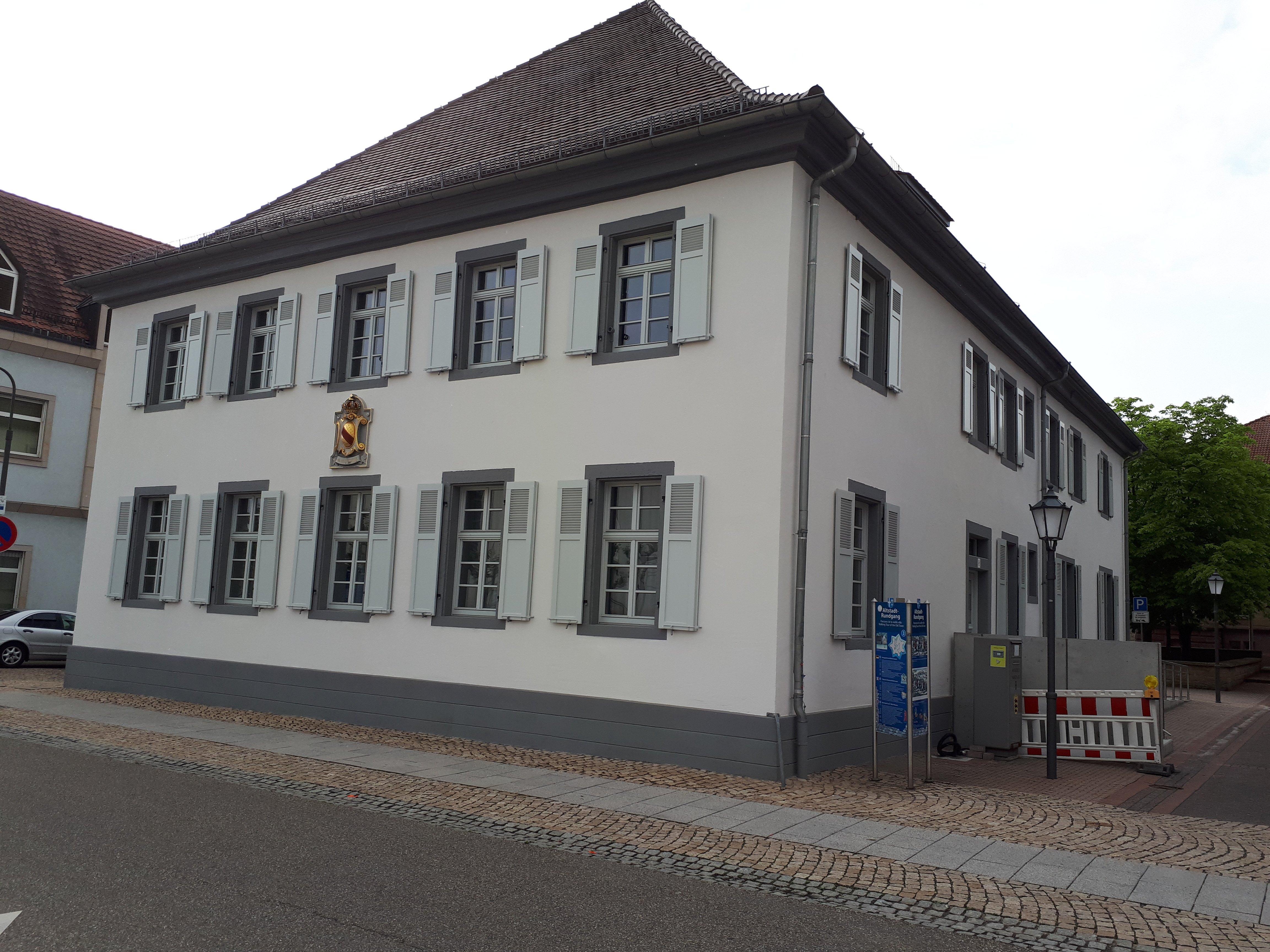
Amtsgericht Philippsburg (2021)

Das Amtsgericht Philippsburg ist ein Gericht der ordentlichen Gerichtsbarkeit. Es ist eines von acht Amtsgerichten (AG) im Bezirk des Landgerichts Karlsruhe.

## Gerichtssitz und -bezirk
Sitz des Gerichts ist die im Norden des Landkreises Karlsruhe gelegene Stadt Philippsburg. Der 112 km² große Gerichtsbezirk umfasst das Gebiet der Gemeinden Oberhausen-Rheinhausen, Philippsburg und Waghäusel. In ihm leben mehr als 42.000 Menschen. 
Die Zwangsversteigerungs- und Zwangsverwaltungsverfahren sowie die Familiensachen aus dem Bezirk des AG Philippsburg sind dem Amtsgericht Bruchsal übertragen. Die Aufgaben des Insolvenzgerichts nimmt das Amtsgericht Karlsruhe wahr. Das Handelsregister wird beim Amtsgericht Mannheim geführt. Mahnverfahren bearbeitet das Amtsgericht Stuttgart als Zentrales Mahngericht.

## Gebäude
Das Gericht ist im Gebäude Marktplatz 8 untergebracht.

## Übergeordnete Gerichte
Dem Amtsgericht Philippsburg unmittelbar übergeordnet ist das Landgericht Karlsruhe. Zuständiges Oberlandesgericht ist das Oberlandesgericht Karlsruhe.